# Anomalie de Pelger-Huet

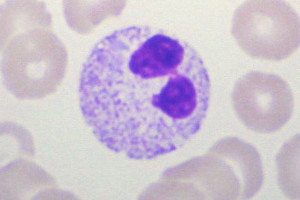
Un granulocyte présentant l'anomalie de Pelger-Huët

L'anomalie de Pelger-Huet est un défaut héréditaire interférant avec la lobulation normale du noyau des granulocytes (polynucléaires) neutrophiles et éosinophiles. Le noyau apparaît sous forme de bâtonnet ou de sphère.
- Les mères des fœtus atteint de nanisme létal type Greenberg sont porteuses de cette anomalie. Cette anomalie serait la forme hétérozygote du déficit en 3-beta-hydroxysterol delta(14)-réductase.

## Sources
- (en) Online Mendelian Inheritance in Man, OMIM (TM). Johns Hopkins University, Baltimore, MD. MIM Number:215140 ncbi.nlm.nih.gov